# Stefen Fangmeier
Stefen Markus Fangmeier (El Paso, 9 dicembre 1960) è un effettista statunitense.
Supervisore agli effetti visivi della Industrial Light & Magic dagli anni novanta, è stato candidato all'Oscar ai migliori effetti speciali per Twister (1996), La tempesta perfetta (2000) e Master and Commander - Sfida ai confini del mare (2003). È anche noto per aver diretto Eragon (2006), suo unico film da regista.

## Biografia
Figlio di un ufficiale della Luftwaffe, Fangmeier si laurea in informatica presso l'Università statale della California di Dominguez Hills e, prima di dedicarsi agli effetti speciali cinematografici, lavora come programmatore di computer e processori di immagine.

### Carriera
Nel 1985 entra alla Digital Productions. Due anni più tardi passa alla tedesca Mental Images, dove lavora allo sviluppo del motore di rendering Mental Ray. Nel 1990, entra alla Industrial Light & Magic, cominciando col supervisionare le riprese delle rivoluzionarie scene di morphing in Terminator 2 - Il giorno del giudizio. Continua dunque a lavorare come supervisore CG su film che fanno la storia dell'azienda e della computer grafica stessa come Jurassic Park (1993) di Steven Spielberg.
Raggiunto il rango di supervisore agli effetti visivi nella ILM, lavora alla creazione dei tornado di Twister (1996) che gli valgono una candidura all'Oscar ai migliori effetti speciali. Nel 1998 supervisiona gli effetti visivi di Small Soldiers e Salvate il soldato Ryan, per il quale vince un secondo BAFTA ai migliori effetti speciali dopo quello ottenuto con Twister. Ne La tempesta perfetta (2000), sfrutta la fisica delle particelle per, come scritto dal New York Times, «controllare le molecole d'acqua in CGI per formare gigantesche onde marine complete di creste, spuma, spruzzi, pioggia e lampi [...] Waterworld e Titanic avevano schierato finora la più avanzata acqua digitale, ma mai onde che si infrangono». Per il suo lavoro, Fangmeier riceve una seconda candidatura all'Oscar. Nel 2004 supervisiona gli effetti di Master and Commander - Sfida ai confini del mare, un altro film ad ambientazione nautica, subentrando in corso d'opera all'Asylum Visual Effects. Il suo uso minimale degli effetti visivi, voluto da Peter Weir e raggiunto con la fusione di autentiche riprese dell'oceano e miniature di navi create da Weta, vale a Fangmeier la sua terza candidatura agli Oscar.
Contattato dalla 20th Century Fox visto il lavoro fatto su Master and Commander, Fangmeier lascia la ILM e si cimenta nella regia esordendo dietro la macchina da presa dopo oltre vent'anni di lavoro negli effetti speciali col blockbuster fantasy Eragon (2006); in precedenza, aveva fatto da regista di seconda unità di film di cui aveva supervisionato gli effetti speciali come Galaxy Quest e L'acchiappasogni. Il film incassa oltre 250 milioni di dollari a fronte di un budget di 100 milioni, ma riceve perlopiù critiche negative e fallisce nel lanciare una serie come sperato dalla Fox.
In seguito ad Eragon, Fangmeier è tornato ad occuparsi di effetti visivi, tra cui per la seconda, settima e ottava stagione della serie televisiva Il Trono di Spade.

## Filmografia

### Supervisore agli effetti visivi

#### Cinema
- Twister, regia di Jan de Bont (1996)
- Effetto Blackout (The Trigger Effect) regia di David Koepp (1996)
- Speed 2 - Senza limiti (Speed 2: Cruise Control), regia di Jan de Bont (1997)
- Small Soldiers, regia di Joe Dante (1998)
- Salvate il soldato Ryan (Saving Private Ryan), regia di Steven Spielberg (1998)
- Galaxy Quest, regia di Dean Parisot (1999)
- La tempesta perfetta (The Perfect Storm), regia di Wolfgang Petersen (2000)
- The Bourne Identity, regia di Doug Liman (2002)
- Signs, regia di M. Night Shyamalan (2002)
- L'acchiappasogni (Dreamcatcher), regia di Lawrence Kasdan (2003)
- Master and Commander - Sfida ai confini del mare (Master and Commander: The Far Side of the World), regia di Peter Weir (2003)
- Lemony Snicket - Una serie di sfortunati eventi (Lemony Snicket's A Series of Unfortunate Events), regia di Brad Silberling (2004)
- Io, lei e i suoi bambini (Are We There Yet?), regia di Brian Levant (2005)
- Wanted - Scegli il tuo destino (Wanted), regia di Timur Bekmambetov (2008)
- L'ora nera (The Darkest Hour), regia di Chris Gorak (2011) - consulente effetti visivi
- Jake Squared, regia di Howard Goldberg (2013) - consulente effetti visivi
- Sin City - Una donna per cui uccidere (Sin City: A Dame to Kill For), regia di Frank Miller e Robert Rodriguez (2014)
- The Divergent Series: Allegiant, regia di Robert Schwentke (2016)

#### Televisione
- Il Trono di Spade (Game of Thrones) – serie TV, 21 episodi (2012-2019)
- Il problema dei 3 corpi (3 Body Problem) – serie TV, 8 episodi (2024)

### Regista
- Eragon (2006)

## Riconoscimenti
- Premio Oscar
  - 1997 - Candidatura ai migliori effetti speciali per Twister
  - 2001 - Candidatura ai migliori effetti speciali per La tempesta perfetta
  - 2004 - Candidatura ai migliori effetti speciali per Master and Commander - Sfida ai confini del mare
- BAFTA
  - 1997 - Migliori effetti speciali per Twister
  - 1999 - Migliori effetti speciali per Salvate il soldato Ryan
  - 2001 - Migliori effetti speciali per La tempesta perfetta
  - 2004 - Candidatura ai migliori effetti speciali per Master and Commander - Sfida ai confini del mare
- Las Vegas Film Critics Society
  - 2000 - Candidatura ai migliori effetti speciali per La tempesta perfetta
- Phoenix Film Critics Society
  - 2001 - Candidatura ai migliori effetti speciali per La tempesta perfetta
- Satellite Award
  - 1997 - Candidatura ai migliori effetti visivi per Twister
  - 1999 - Candidatura ai migliori effetti visivi per Salvate il soldato Ryan
  - 2004 - Migliori effetti visivi per Master and Commander - Sfida ai confini del mare
- Saturn Award
  - 1997 - Candidatura ai migliori effetti speciali per Twister
  - 1999 - Candidatura ai migliori effetti speciali per Salvate il soldato Ryan
  - 2001 - Candidatura ai migliori effetti speciali per La tempesta perfetta
- Sitges - Festival internazionale del cinema fantastico della Catalogna
  - 1998 - Migliori effetti speciali per Small Soldiers